# Love Wins (singolo)
Love Wins è un singolo della cantante statunitense Carrie Underwood, pubblicato il 31 agosto 2018 come secondo estratto dal sesto album in studio Cry Pretty.

## Descrizione
Il brano è stato scritto dalla stessa interprete con Brett James e David Garcia e prodotto da Underwood e Garcia. È composto in chiave di Sol maggiore ed ha un tempo di 132 battiti per minuto. Riguardo alla canzone, la cantante ha affermato che «penso che noi come esseri umani siamo intrinsecamente buoni e dobbiamo ricordarlo. Il fatto che siamo diversi non rende nessuno cattivo, ci rende solo diversi. Volevamo che quella canzone fosse piena di speranza e che forse qualcuno si fermasse a pensarci».

## Accoglienza
Love Wins è stata accolta positivamente da parte della critica specializzata. Taste of Country l'ha descritta come una «solenne ballata power mid-tempo», elogiandone la presenza dei cori di sottofondo.
Nel 2019 vinto un CMT Music Award nella categoria "Video femminile dell'anno".

## Video musicale
Il videoclip, diretto da Shane Drake, è stato reso disponibile l'11 settembre 2018.

## Esibizioni dal vivo
Carrie Underwood si è esibita con Love Wins, nel corso del 2018, al The Tonight Show,  al The Ellen DeGeneres Show e in occasione dei CMA Awards.

## Tracce
1. Love Wins – 3:47

## Classifiche
| Classifica (2018) | Posizione massima |
| ----------------- | ----------------- |
| Stati Uniti       | 83                |